# Christian McNeish
Christian McNeish (8 aprile 1997) è un taekwondoka britannico.

## Palmarès
- Europei

Kazan 2018: oro nei 68 kg.